# Liste der Baudenkmale in Vellahn
In der Liste der Baudenkmale in Vellahn sind alle Baudenkmale der Gemeinde Vellahn (Landkreis Ludwigslust-Parchim) und ihrer Ortsteile aufgelistet (Stand: Januar 2021).

## Legende
In den Spalten befinden sich folgende Informationen:
- ID-Nr: Die Nummer wird von den Denkmalämtern der Landkreise vergeben. Wenn sie nicht bekannt ist, bleibt die Spalte leer. In dieser Spalte kann sich zusätzlich das Wort Wikidata befinden, der entsprechende Link führt zu Angaben zu diesem Denkmal bei Wikidata.
- Lage: die Adresse des Denkmales und die geographischen Koordinaten.
Link zu einem Kartenansichtstool, um Koordinaten zu setzen. In der Kartenansicht sind Denkmale ohne Koordinaten mit einem roten bzw. orangen Marker dargestellt und können in der Karte gesetzt werden. Denkmale ohne Bild sind mit einem blauen bzw. roten Marker gekennzeichnet, Denkmale mit Bild mit einem grünen bzw. orangen Marker.
- Bezeichnung: Bezeichnung, so wie sie in den offiziellen Listen der Denkmalämter steht. Ein Link hinter der Bezeichnung führt zum Wikipedia-Artikel über das Denkmal. Wenn die Bezeichnung der Denkmalämter inhaltlich fehlerhaft ist, ist in der Spalte „Beschreibung“ darauf hinzuweisen.
- Beschreibung: Beschreibung des Denkmales
- Bild: ein Bild des Denkmales und gegebenenfalls einen Link zu weiteren Fotos des Denkmals im Medienarchiv Wikimedia Commons

## Vellahn
| ID | Lage                                | Bezeichnung                                                                         | Beschreibung | Bild                                                            |
| -- | ----------------------------------- | ----------------------------------------------------------------------------------- | ------------ | --------------------------------------------------------------- |
|    | Berliner Straße 1 (Karte)           | Forsthaus                                                                           |              |                                                                 |
|    | Berliner Straße 10                  | Villa                                                                               |              |                                                                 |
|    | Berliner Straße                     | Ganzmeilenstein (westlich der ehemaligen Poststation Nr. 12/13)                     |              | Ganzmeilenstein (westlich der ehemaligen Poststation Nr. 12/13) |
|    | Dr.-Robert-Koch-Straße 1 (Karte)    | Amtsverwaltung (ehem. Ambulatorium)                                                 |              |                                                                 |
|    | Feldstraße 1 (Karte)                | Wohnhaus                                                                            |              |                                                                 |
|    | (Karte)                             | Friedhof, Grabkapelle und Büste Dr. Friedrich Chrysander, Grabkreuz H. Masch (1871) |              |                                                                 |
|    | (Karte)                             | Kirche mit Denkmal 1870/71                                                          |              | Kirche mit Denkmal 1870/71                                      |
|    | Wittenburger Straße (v.d. Friedhof) | Gefallenendenkmal 1914/18                                                           |              | Gefallenendenkmal 1914/18                                       |
|    | Wittenburger Straße 9 (Karte)       | Pfarrhof mit Wohnhaus und Wirtschaftsgebäude                                        |              |                                                                 |
|    | Wittenburger Straße 12 (Karte)      | Wohnhaus (ehem. Schule)                                                             |              |                                                                 |
|    | Wittenburger Straße 23 (Karte)      | Hallenhaus                                                                          |              |                                                                 |
|    | Am Töpferteich (Karte)              | Spritzenhaus mit Schlauchturm (sw d. Friedhofs)                                     |              |                                                                 |
|    | (Karte)                             | Wassermühle (Bruchmühle) mit Wehr und Scheune                                       |              |                                                                 |

## Albertinenhof
| ID | Lage                                | Bezeichnung         | Beschreibung | Bild |
| -- | ----------------------------------- | ------------------- | ------------ | ---- |
|    | Zührer Straße,Flur:1,Flurstück: 114 | Transformatorenhaus |              |      |

## Banzin
| ID | Lage                  | Bezeichnung                                        | Beschreibung | Bild |
| -- | --------------------- | -------------------------------------------------- | ------------ | ---- |
|    | Kiebitzberg 1 (Karte) | Rauchhaus                                          |              |      |
|    | Kiebitzberg 2 (Karte) | Hofanlage mit Hallenhaus, Scheune, Stall und Mauer |              |      |
|    | Kiebitzberg 3 (Karte) | Hallenhaus                                         |              |      |
|    | Kiebitzberg 4 (Karte) | Hallenhaus                                         |              |      |
|    | (Karte)               | Schloßpark                                         |              |      |

## Bennin
| ID | Lage                    | Bezeichnung | Beschreibung | Bild                                   |
| -- | ----------------------- | --- | ------------ | -------------------------------------- |
|    | Dorfstraße 28 (Karte)   | Kätnerei, Hallenhaus mit Prellsteinen, Scheune, Feldsteinmauer um das Gehöft mit großen Prellsteinen an der Gehöfteinfahrt |              |                                        |
|    |                         | Dorfstraße mit Kopfsteinpflasterung/teilweise                                                                              |              |                                        |
|    | Dorfstraße (Karte)      | Spritzenhaus mit Schlauchturm                                                                                              |              |                                        |
|    | Elsterbusch 2 (Karte)   | Hallenhaus |              |                                        |
|    | Granziner Weg 1 (Karte) | Kätnerei |              |                                        |
|    | (Karte)                 | Kirche und Friedhof mit Feldsteinmauer                                                                                     |              | Kirche und Friedhof mit Feldsteinmauer |

## Camin
| ID | Lage                         | Bezeichnung                                                           | Beschreibung | Bild   |
| -- | ---------------------------- | --------------------------------------------------------------------- | ------------ | ------ |
|    | Alter Hof 58 (Karte)         | Herrenhaus                                                            |              |        |
|    | Zum Schildetal 19/21 (Karte) | Wohnhaus mit Schmiede                                                 |              |        |
|    | Zum Schildetal 12 (Karte)    | Wohnhaus                                                              |              |        |
|    | Zum Schildetal 6 (Karte)     | Kirche                                                                |              | Kirche |
|    | (Karte)                      | Friedhof mit Einfriedung, Gefallenendenkmal 1914/1918 und Grabkapelle |              |        |
|    | Zum Schildetal 1 (Karte)     | Pfarrhaus, Flurstück: 46                                              |              |        |

## Goldenbow
| ID | Lage                      | Bezeichnung      | Beschreibung | Bild             |
| -- | ------------------------- | ---------------- | ------------ | ---------------- |
|    | Zum Wasserturm 35 (Karte) | ehem. Gutshaus   |              | ehem. Gutshaus   |
|    | Zum Wasserturm (Karte)    | ehem. Wasserturm |              | ehem. Wasserturm |

## Kloddram
| ID | Lage                           | Bezeichnung                                | Beschreibung | Bild |
| -- | ------------------------------ | ------------------------------------------ | ------------ | ---- |
|    | Dorfstraße 52 (Karte)          | Gutshaus mit 2 Scheunen (Nr. 51a und 51b)  |              |      |
|    | Dorfstr. (Haus Nr.) 51 (Karte) | ehem. Wirtschaftsgebäude (alt: Bauernhaus) |              |      |

## Kützin
| ID | Lage                  | Bezeichnung | Beschreibung | Bild |
| -- | --------------------- | ----------- | ------------ | ---- |
|    | Dorfstraße 29 (Karte) | Wohnhaus    |              |      |

## Marsow
| ID | Lage                  | Bezeichnung                      | Beschreibung | Bild           |
| -- | --------------------- | -------------------------------- | ------------ | -------------- |
|    | Kirchstraße 9 (Karte) | ehem. Schule                     |              |                |
|    | (Karte)               | Feldsteinkirche mit Trockenmauer |              | Weitere Bilder |
|    | Friedhof              | Grabkapelle von Bülow            |              |                |

## Melkof
| ID | Lage                              | Bezeichnung                                                          | Beschreibung | Bild                                                          |
| -- | --------------------------------- | -------------------------------------------------------------------- | --- | ------------------------------------------------------------- |
|    | Düssiner Straße 1/3 (Karte)       | Wohnhaus                                                             | |                                                               |
|    | Düssiner Straße 11 (Karte)        | Wohnhaus                                                             | |                                                               |
|    | (Karte)                           | Gräber der von Kanitz, außerhalb Melkofs im Wald hinter dem Friedhof | |                                                               |
|    | Straße des Friedens 8 (Karte)     | Gutsanlage mit Gutshaus, Landschaftspark, Verwalterhaus              | Historisierender, 2.gesch. Backsteinbau von 1888 mit 9-achs. Mittelteil und zwei Seitenflügel als H-Grundriss, Architekt: Gotthilf Ludwig Möckel, nach 1946 Seniorenheim; Gut der Familien von Pentz (ab 1471), von der Deeken (ab 1819) und Graf von Kanitz (1875–1946) | Gutsanlage mit Gutshaus, Landschaftspark, Verwalterhaus       |
|    | (Karte)                           | spätklassizistische Gutskirche mit Gruft und Begrenzungsmauer        | Gutskirche Melkof | spätklassizistische Gutskirche mit Gruft und Begrenzungsmauer |
|    | Schulweg 3 (Karte)                | Wohnhaus                                                             | |                                                               |
|    | Straße des Friedens 15/17 (Karte) | Wohnhaus                                                             | |                                                               |

## Rodenwalde
| ID | Lage                       | Bezeichnung                                 | Beschreibung | Bild |
| -- | -------------------------- | ------------------------------------------- | --- | ---- |
|    | Speicherstraße 9 (Karte)   | Gutsanlage mit Gutshaus und Wirtschaftshaus | Verwalterhaus: Sanierter, L-förmiger, 1.gesch., 10-achs. Fachwerkbau auf Feldsteinsockel von um 1715 mit Satteldach, späterer Umbau mit 2-gesch. Anbau; Fachwerkscheune mit 2 Zwerchgiebel |      |
|    | Speicherstraße 18a (Karte) | Werkstätten- und Kornspeicherbau            | |      |
|    | Am Park 1 (Karte)          | Pferdestall und Wagen                       | |      |
|    |                            | Kuhstall                                    | |      |
|    | Waldweg 15/17              | ehemaliges Forsthaus                        | |      |

## Schildfeld
| ID | Lage                         | Bezeichnung                            | Beschreibung | Bild                                   |
| -- | ---------------------------- | -------------------------------------- | ------------ | -------------------------------------- |
|    | An der Schildmühle 4 (Karte) | Schildmühle F. Tabel u. Eiskeller 1890 |              | Schildmühle F. Tabel u. Eiskeller 1890 |
|    | Forsthof 1 (Karte)           | Forsthof mit Stallung und Scheune      |              |                                        |
|    | Waldweg 15/17 (Karte)        | ehem. Forsthaus                        |              |                                        |

## Tüschow
| ID | Lage                           | Bezeichnung                                      | Beschreibung | Bild           |
| -- | ------------------------------ | ------------------------------------------------ | --- | -------------- |
|    | Holzkruger Weg 3 (Karte)       | ehem. Schmiede (Wohnhaus)                        | |                |
|    | Holzkruger Weg 9/11/13 (Karte) | Katen                                            | |                |
|    | Schloßweg 1 (Karte)            | Hofanlage mit Wohnhaus und Scheune               | |                |
|    | Schloßweg 6 (Karte)            | Herrenhaus Tüschow mit Park und Begrenzungsmauer | Klassizistischer, sanierter, 2-gesch., 9-achsiger, gelber Backsteinbau von 1835 mit Portikus und zwei Seitenrisaliten | Weitere Bilder |

## Ehemalige Denkmale

### Vellahn
| ID | Lage                           | Bezeichnung | Beschreibung | Bild |
| -- | ------------------------------ | ----------- | ------------ | ---- |
|    | Wittenburger Straße 21 (Karte) | Wohnhaus    |              |      |

### Albertinenhof
| ID | Lage                      | Bezeichnung                  | Beschreibung | Bild |
| -- | ------------------------- | ---------------------------- | ------------ | ---- |
|    | Wittenburgerstraße 4 u. 5 | Wohn- und Wirtschaftsgebäude |              |      |

### Camin
| ID | Lage                | Bezeichnung | Beschreibung | Bild |
| -- | ------------------- | ----------- | ------------ | ---- |
|    | Kogeler Weg (Karte) | Wassermühle |              |      |

### Marsow
| ID | Lage          | Bezeichnung                     | Beschreibung | Bild |
| -- | ------------- | ------------------------------- | ------------ | ---- |
|    | Kirchstraße 1 | Wohnhaus (ehem. Eintrag: H.Lau) |              |      |

### Rodenwalde
| ID | Lage                  | Bezeichnung | Beschreibung | Bild |
| -- | --------------------- | ----------- | ------------ | ---- |
|    | Dorfstraße 19 (Karte) | Wohnhaus    |              |      |